# Патрон (пес)
Пес Патрон (нар. 20 липня 2019, Чернігів) — український собака-винюхувач вибухівки, талісман Державної служби з надзвичайних ситуацій, який здобув велику популярність за часів повномасштабної російсько-української війни. Офіційний символ Міжнародного координаційного центру з питань гуманітарного розмінування, сформованого при Міністерстві внутрішніх справ. За даними ДСНС, до 19 березня 2022 року Патрон допоміг виявити понад 90 вибухових пристроїв, встановлених російськими військами.

## Історія

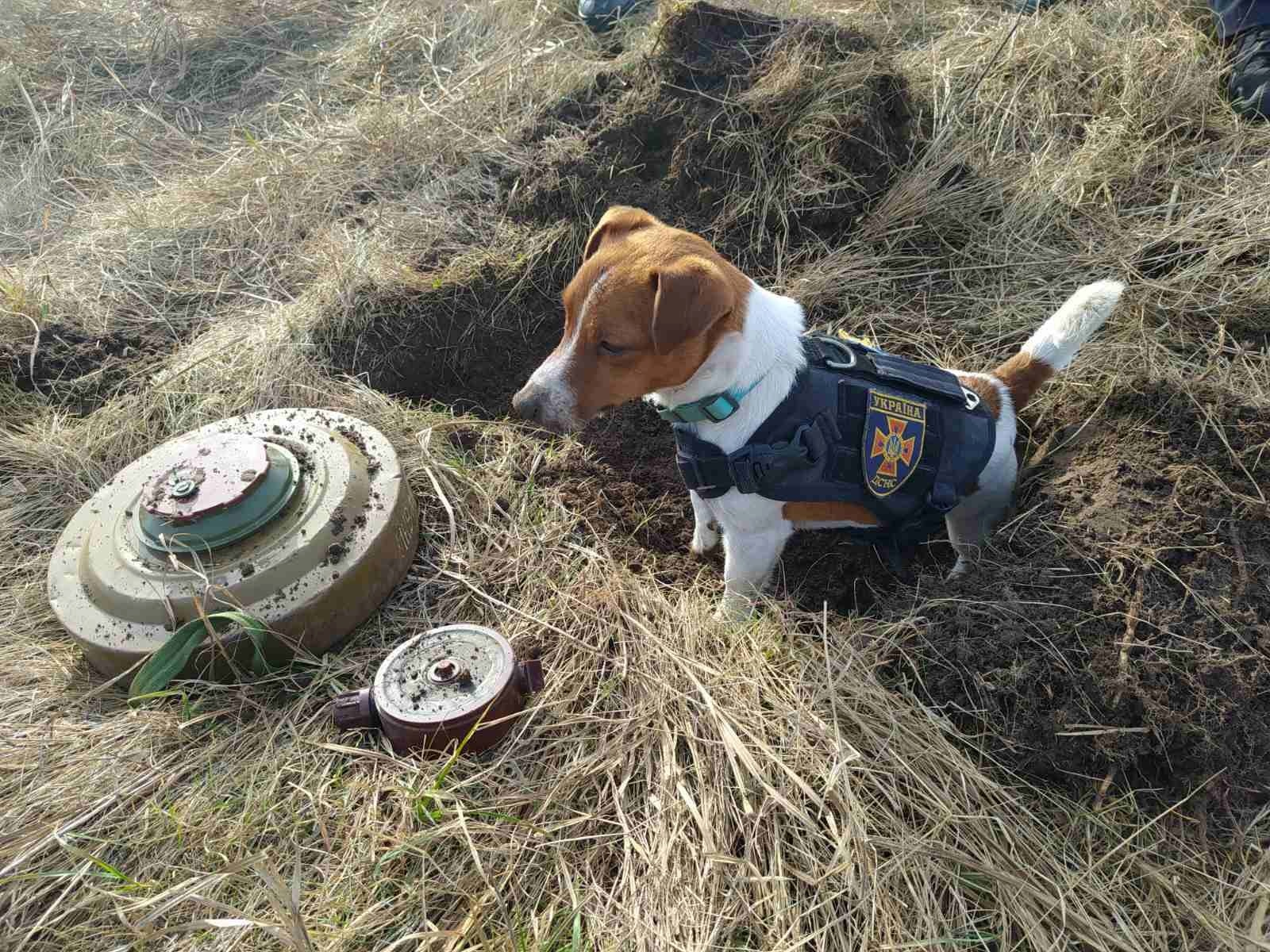
Патрон, собака-талісман ГУ ДСНС України у Чернігівській області

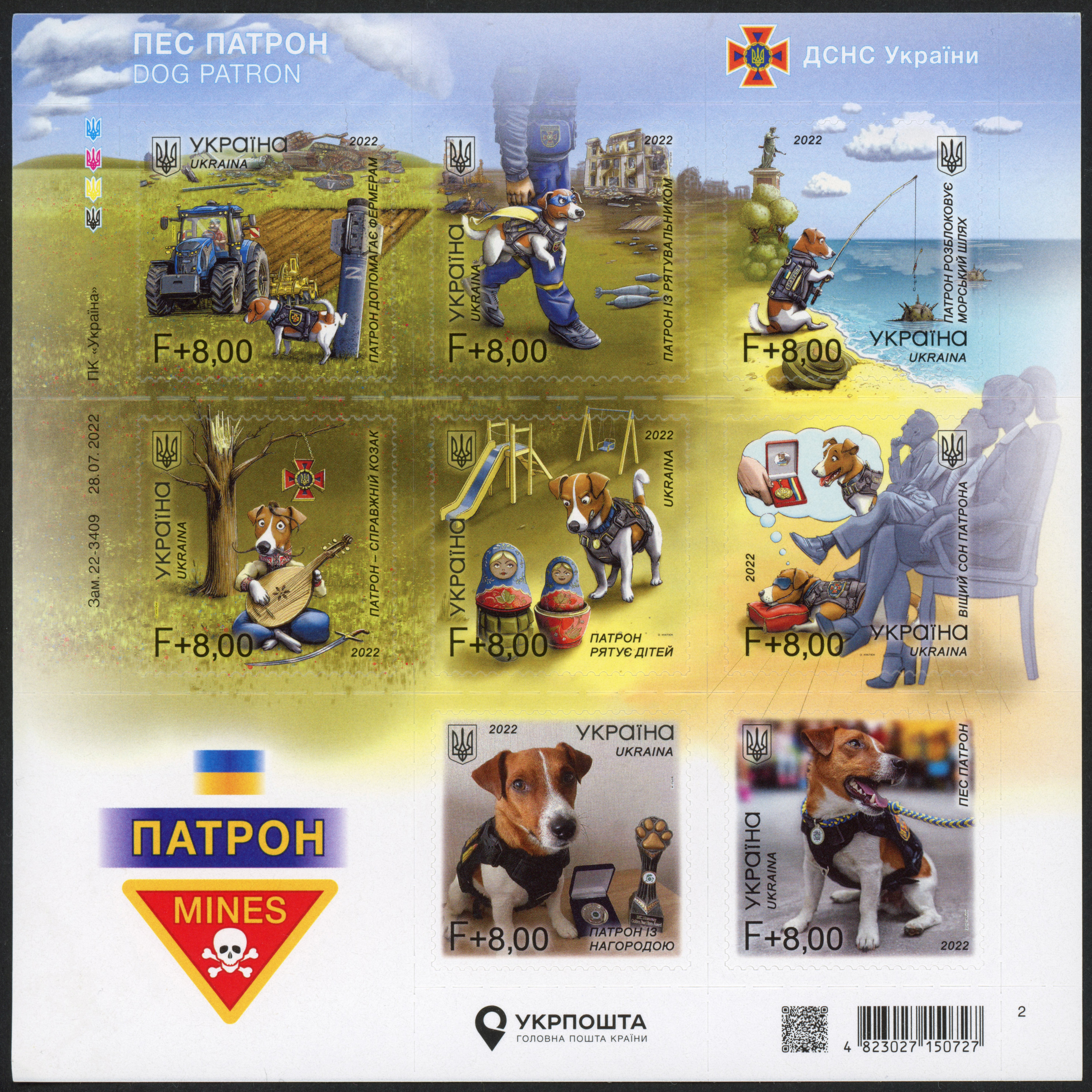
Марковий аркуш «Пес Патрон» на самоклейному папері. 2022 рік

У 2020 році керівник піротехнічної групи управління ДСНС Чернігівської області Михайло Ільєв придбав собаку в колеги і подарував своєму сину. Спочатку тварині хотіли дати кличку Куля, але завважили її невдалою. 
Патрон почав нести службу у ДСНС у віці 6 місяців, до квітня 2022 року йому виповнилося 2,5 роки. Пес важить приблизно 4 кг, що дозволяє використовувати його для робіт з виявлення протипіхотних мін, до яких дозволяється залучати тварин вагою до п'яти кілограмів.
Незадовго до початку повномасштабного вторгнення, Патрона планували відправити в зону ООС як пса-волонтера, але з початком війни його почали залучати до розмінування територій у Чернігівській області. За даними Офісу Президента, до 8 травня 2022 року Патрон допоміг виявити 236 вибухових пристроїв.
Перші публікації про пса з'явилися 15 березня 2022 року. Патрона називають талісманом загону піротехніків, які займаються розмінуванням територій у Чернігівській області, його було зображено на десятках художніх робіт, включно з муралами в Рівному, Полтаві, Запоріжжі та Києві, а також у серіях відеороликів, у яких він розповідає про правила поведінки під час виявлення вибухонебезпечних предметів у своєму впізнаваному іменному жилеті.
У травні 2022 року Патрон допоміг нейтралізувати касетні елементи з установок БМ-27 «Ураган». 5 травня того ж року МВС України оголосило про створення Міжнародного координаційного центру з питань гуманітарного розмінування – Патрон став його символом. 8 травня Президент України Володимир Зеленський нагородив пса медаллю «За віддану службу», а його господаря Михайла Ільєва — орденом «За мужність» III ступеня.
27 травня Патрон був нагороджений премією Palm DogManitarian Award — спеціальною нагородою 75-го Каннського міжнародного кінофестивалю за зв'язок між людьми та собаками.
Патрон має власну сторінку в Instagram, на 18 грудня 2023 року кількість підписників досягла більше 410 тисяч. Разом із врятованою з сьомого поверху зруйнованого будинку кішкою, яка провела у ньому без води і їжі близько двох місяців, пес Патрон став символом незламності українського народу у боротьбі з російськими військовими.
Зростання популярності Патрона, на думку деяких дослідників, може бути частиною інформаційної стратегії України в ході вторгнення Росії, яка охоплює використання «вірусних» відеороликів з драматичними історіями про війну. А нагородження собаки допомогло привернути додаткову увагу до проблеми розмінування території України.
20 листопада 2022 року Патрон став першим собакою з титулом «Пес доброї волі» від організації ЮНІСЕФ. У січні 2023 року відкрито YouTube-канал Patron the Dog з анімаційним серіалом про Патрона. Мультфільми з англійськими та польськими субтитрами створено за підтримки USAID та у партнерстві з ЮНІСЕФ.
У листопаді 2023 року користувачі TikTok запустили музичний флешмоб, роблячи десятки мешапів та каверів на пісню «Пес Патрон» гурту Karta Svitu на основі світових хітів. Популярний трек переспівують у різних жанрах і стилях: від панку до металу, від Лани Дель Рей до Radiohead.
25 листопада 2023 російські пропагандисти поширили фейк, що нібито в Україні заснована «церква Святого пса Патрона». Насправді ж жодної церкви пса Патрона засновано не було, а було лише жартівливе відео зняте та викладене у TikTok. 30 листопада 2023 у мережі поширився фейк що нібито в храмі, який належить ПЦУ та який нещодавно забрали у УПЦ МП, «канонізували» пса Патрона й замість царських воріт на іконостасі вставили ікону із собакою. При цьому глава ПЦУ Епіфаній у своєму коментарі зазначив, що канонізація пса допоможе залучити до церкви більше вірян, зокрема дітей. Проте жодних повідомлень про створення та розміщення в храмі ікони з псом Патроном немає в офіційних повідомленнях ПЦУ та її очільника. Епіфаній не давав жодних коментарів стосовно ікони. 4 грудня Центр стратегічних комунікацій та інформаційної безпеки спростував фейк про канонізацію пса Патрона.

## Галерея

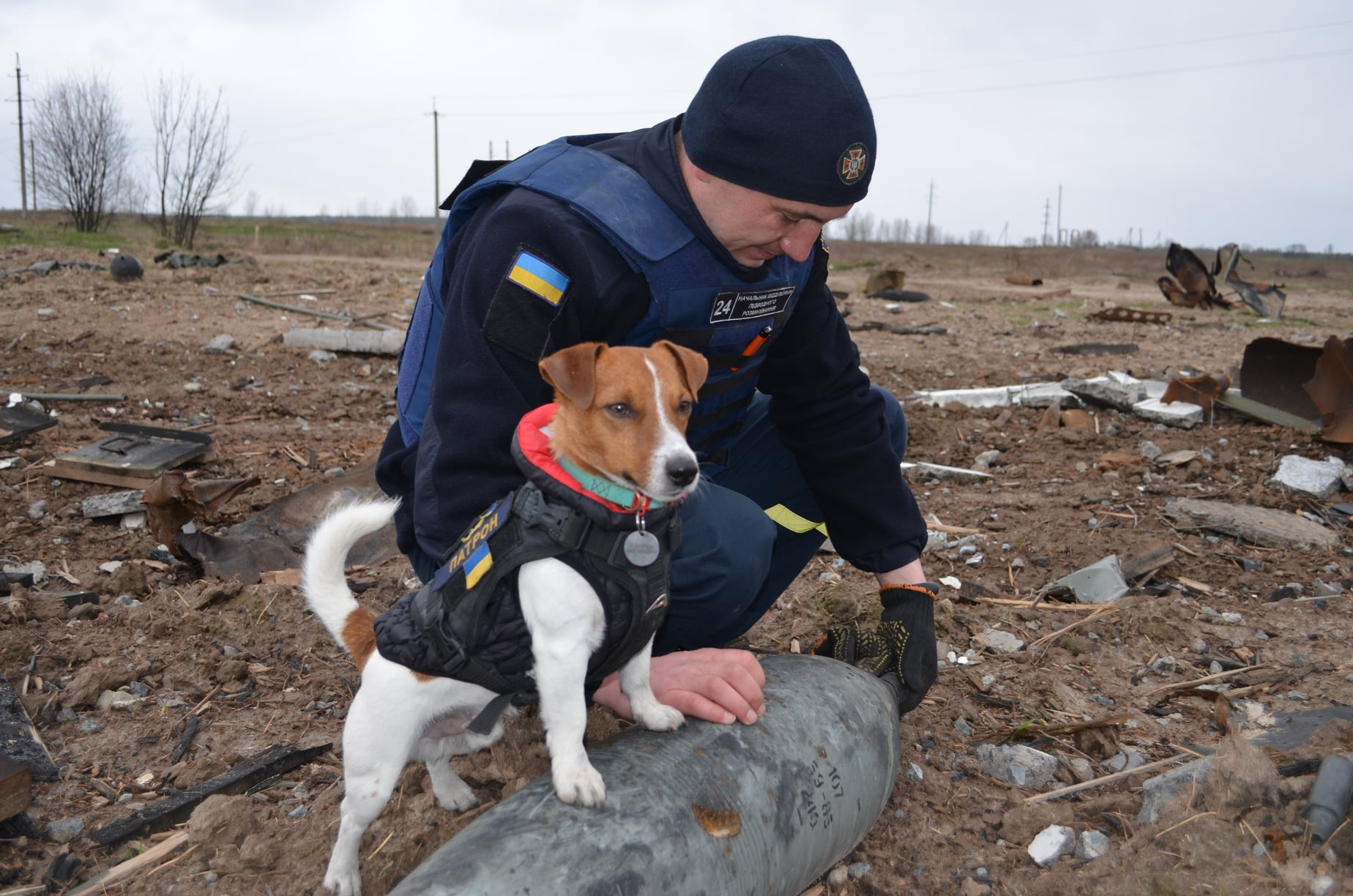
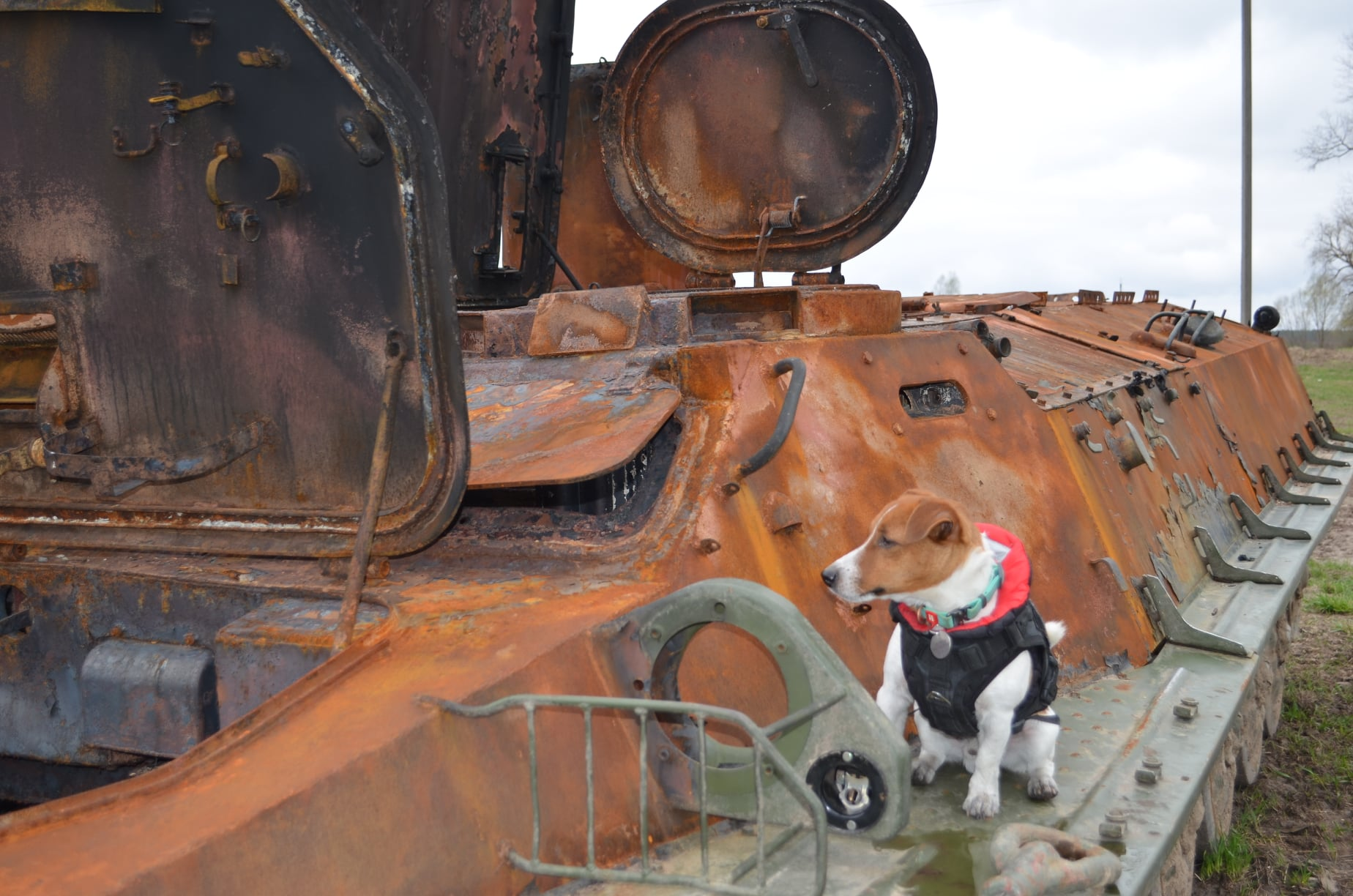
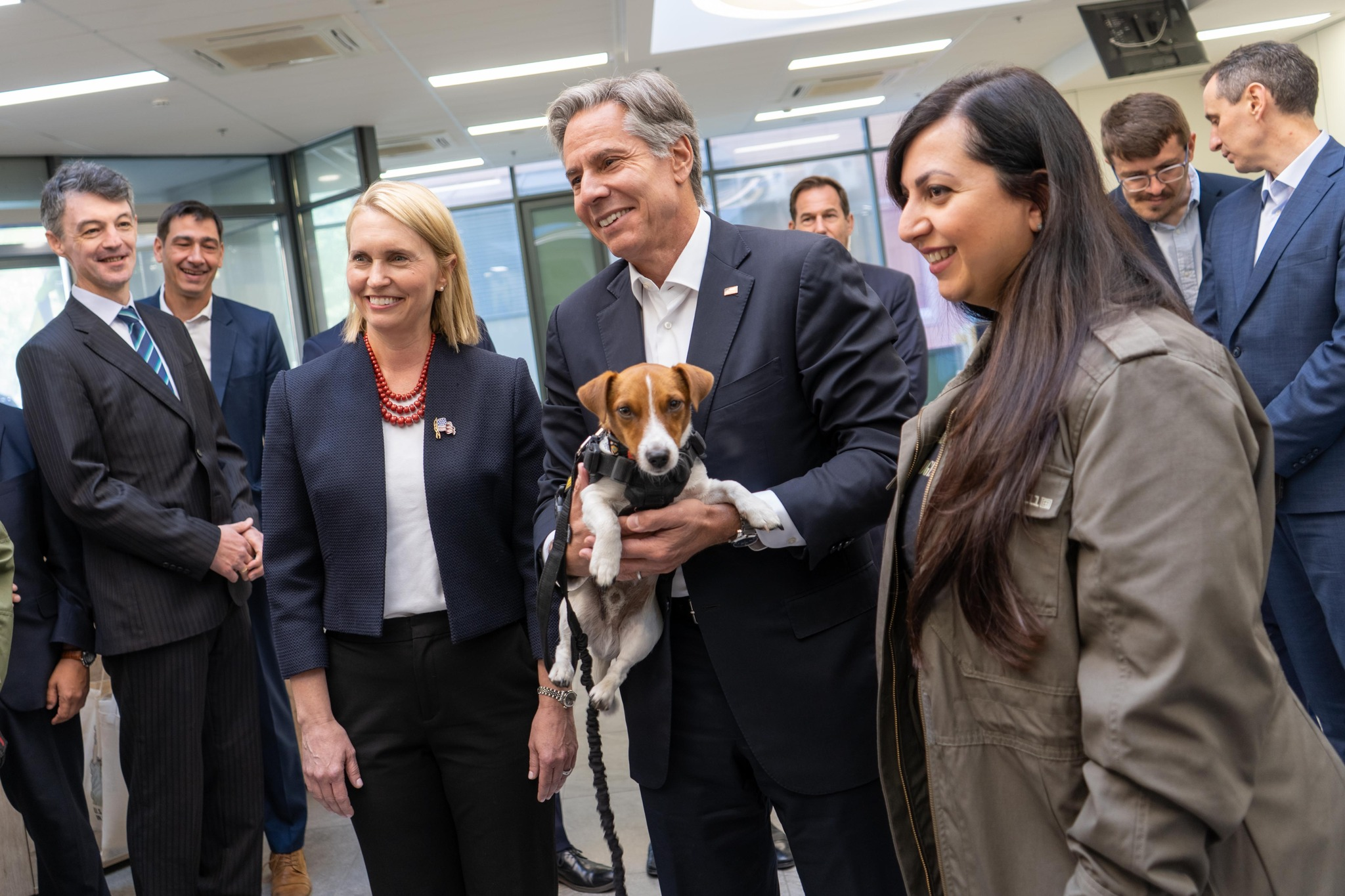
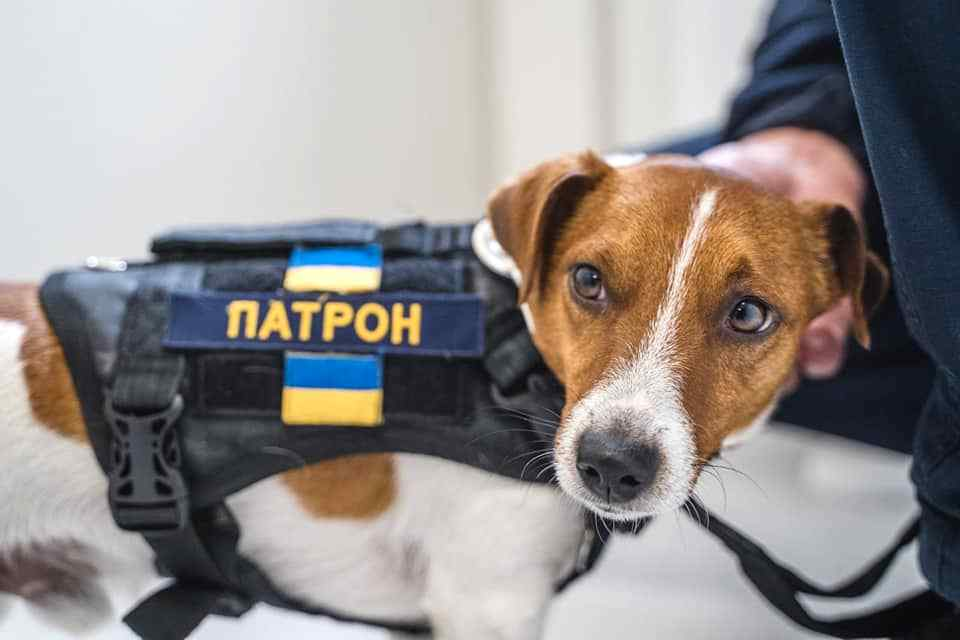
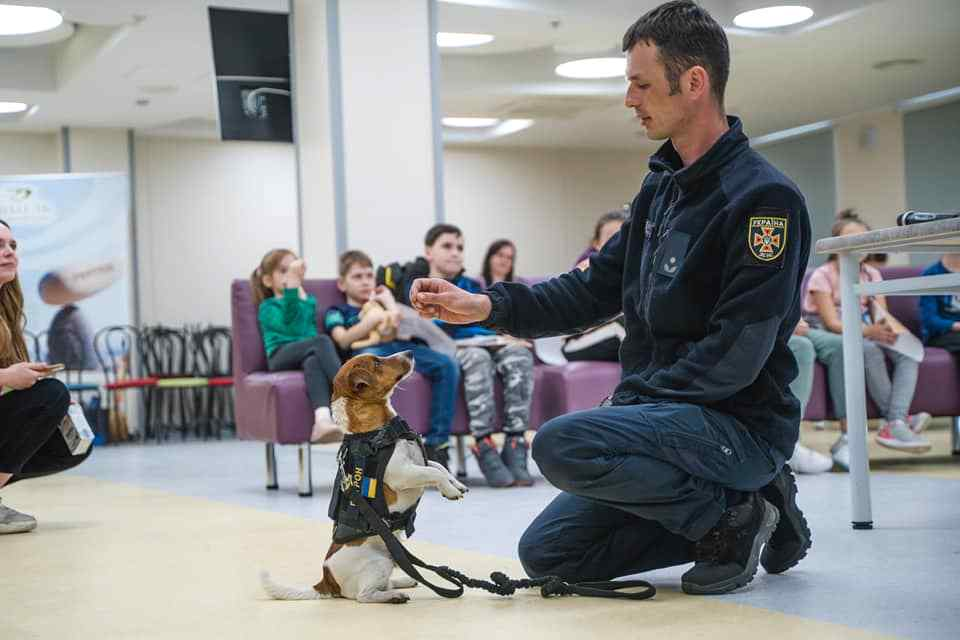
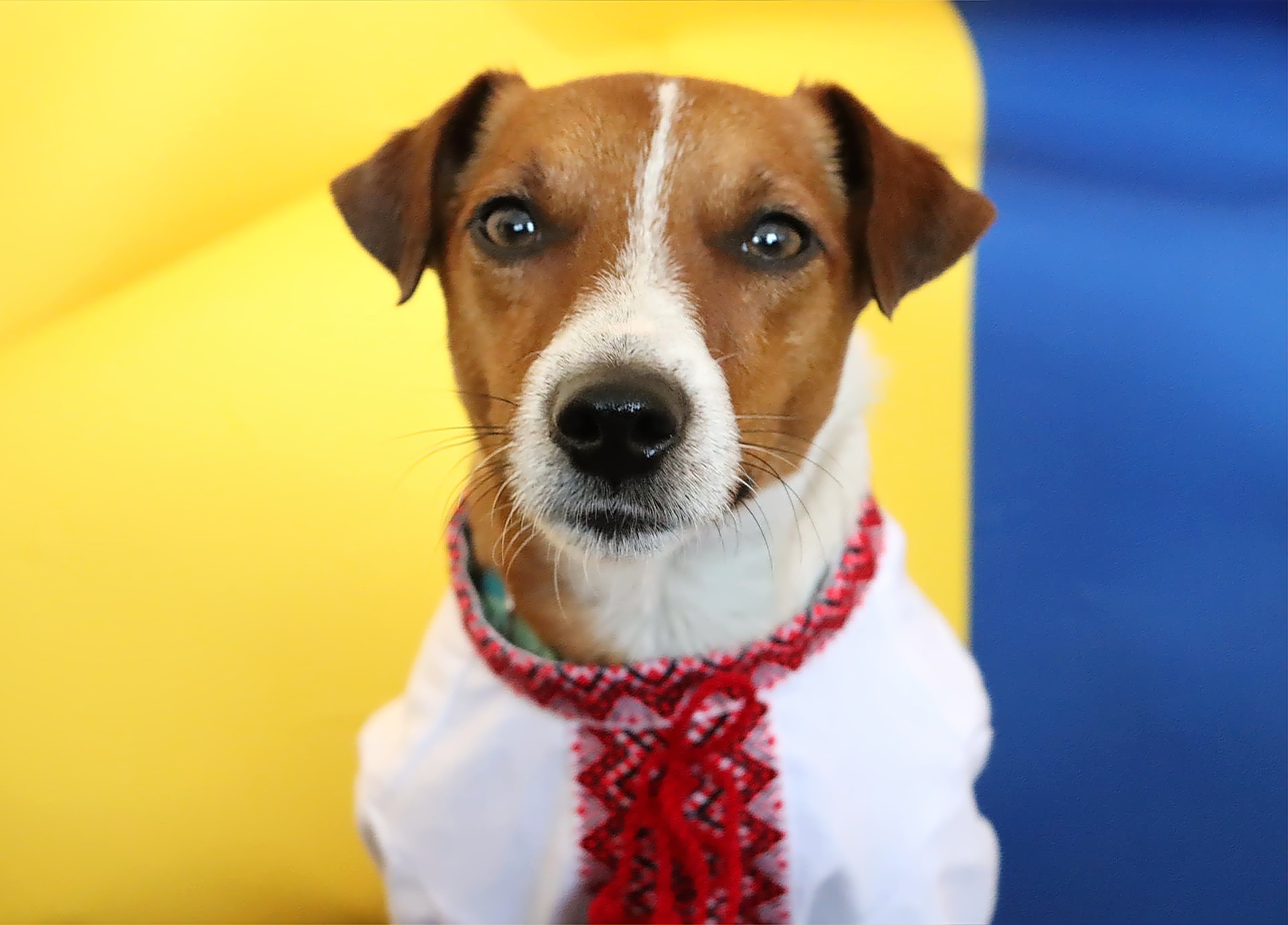
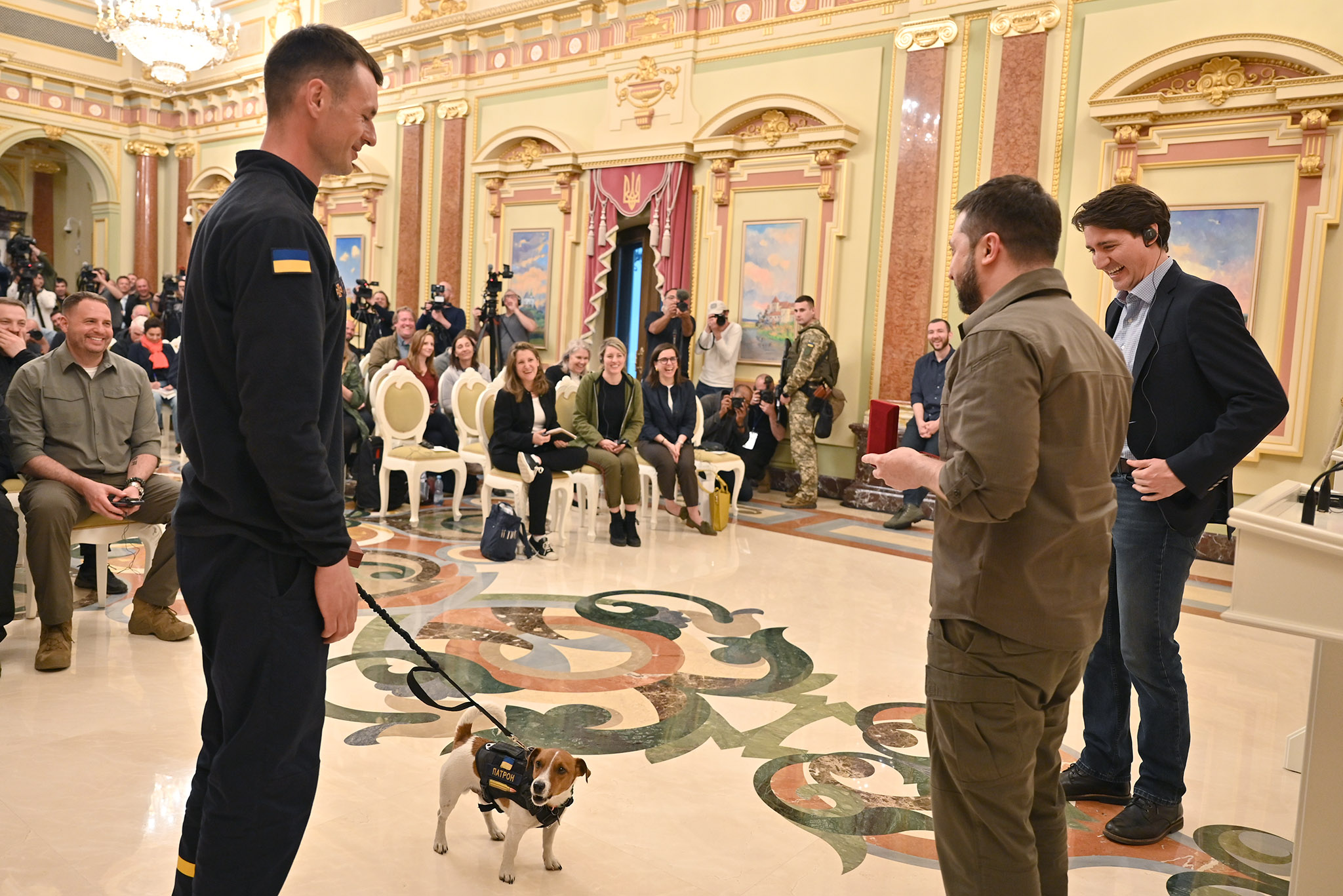
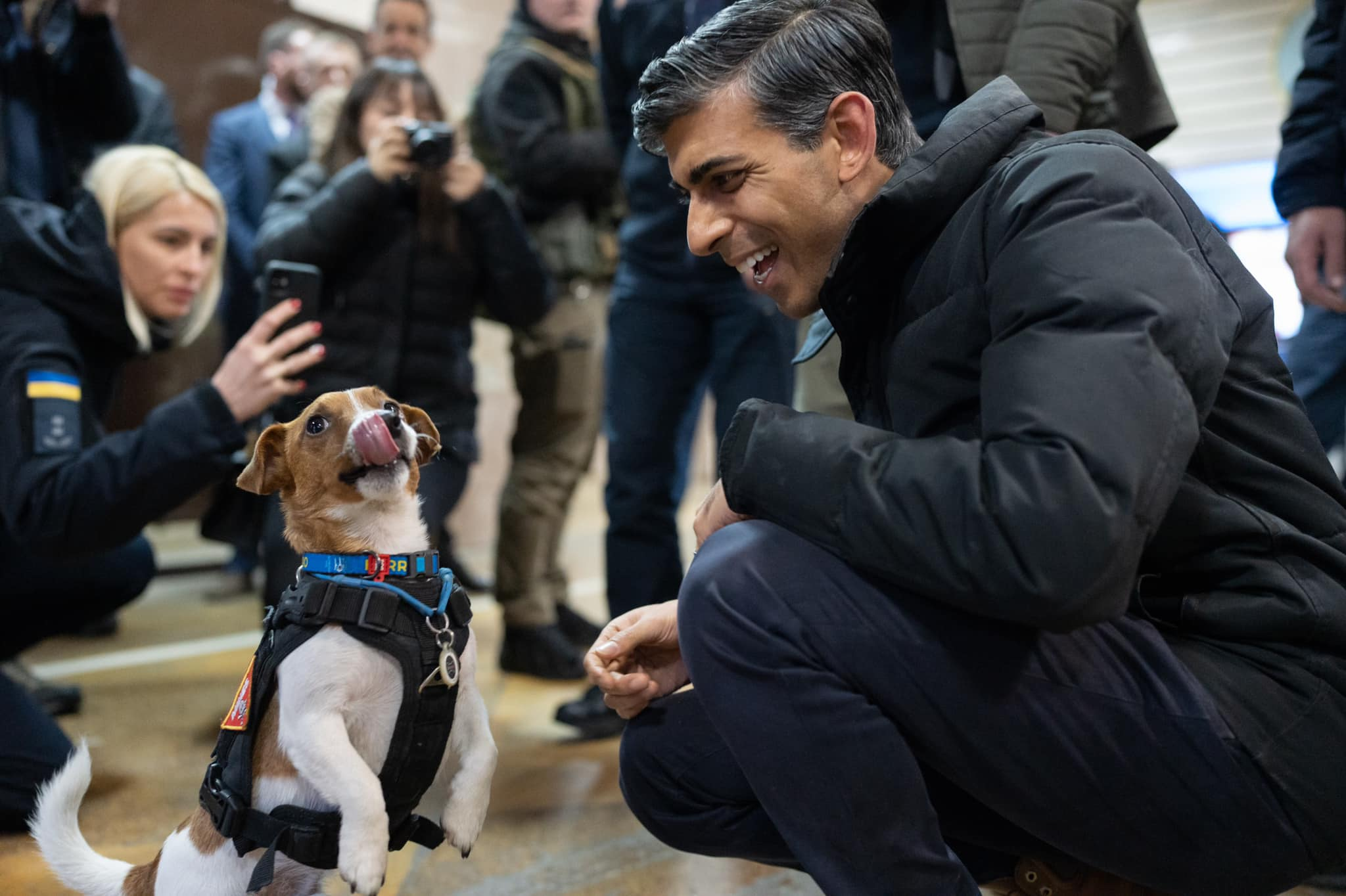

## У культурі
- Пес Патрон (марка)
- Пісня «Пес Патрон» гурту Karta Svitu
- Пісня «Пес Патрон» гурту Закрите суспільство
- «Пес Патрон. Маленька історія про велику мрію» — автор: Зоряна Живка, ілюстратор: Богдана Бондар, Свічадо, 2022
- «Пес Патрон і Шкарпетковий монстр» — Юліта Ран, Катя Підлісна, Ранок, 2023[37]
- «Сни пса Патрона» — автор: Галина Ткачук, ілюстратор: Валентина Романова, Свічадо, 2023
- «Пес Патрон» — анімаційний серіал.
- 4 квітня 2023 р. пройшов радіодиктант для школярів молодшого та середнього віку по безпечній поведінці з мінами та нерозірваними боєприпасами. Диктант звучав на хвилях Українського радіо голосом Пса Патрона з однойменного мультфільму[38][39][40].
- 15 березня 2024 р. Clonnex випустив альбом «MEDIV Pes Patron»[41].

Авторськими правами на зображення Патрона займається компанія «Патрон не спить», зареєстрована в серпні 2022 року. З нею уклали договори кондитерська фабрика «Лукас», яка виготовляє цукерки з глазур'ю «Патрон», виробник іграшок WP Merchandise, який випускає м'які іграшки, подушки та фетрову сумку з візуалом комікса «Патрон», і компанія «Зробив тато», що займається виготовленням ялинкових прикрас. Виробник товарів для тварин «Collar» уклав договір з господарем собаки Михайлом Ільєвим. Компанія «Collar» запускає лінію амуніції для хатніх тварин «HERRRO». Ільєв подав 6 заявок на реєстрацію торгової марки «Пес Патрон» в Укрпатент[джерело?].

## Нагороди
- 8 травня 2022 року Володимир Зеленський нагородив Патрона медаллю «За віддану службу», а його господаря Михайла Ільєва — орденом «За мужність» III ступеня[42][1].
- Подяка від голови ДСНС Сергія Крука за розмінування території Чернігівської області[1].
- 27 травня 2022 року на 75-му Каннському кінофестивалю Патрон отримав «PalmDogManitarian[en]», нагорода, яку вручають за зв'язок між людством і собаками[43].
- 23 червня 2022 року пес отримав «Золоту лапу», нагорода від ірландського клубу кінологів[44].
- 12 липня 2022 року пес отримав грамоту та бойову монету від двох престижних організацій США: «Veterans of Foreign Wars[en]» та «Bomb Techs Without Borders»[45].
- 20 листопада 2022 року Патрон став першим собакою в історії з титулом «Пес доброї волі» (Patron as Goodwill AmbassaDOG in Ukraine)  від UNICEF[46][47].